# Lawrence Izuchukwu
Lawrence David Izuchukwu (* 25. April 2006) ist ein nigerianischer Fußballspieler.

## Karriere
Lawrence Izuchukwu kam 2022 als internationaler Student in die Fukuchiyama Seibi High School nach Japan. Am 1. Februar 2025 unterschrieb er seinen ersten Profivertrag bei Tokushima Vortis. Der Verein aus Tokushima spielt in der zweiten japanischen Liga, der J2 League. Sein Zweitligadebüt gab er am 15. März 2025 (5. Spieltag) im Auswärtsspiel gegen V-Varen Nagasaki. Bei der 1:0-Niederlage wurde er in der 87. Minute für Tarō Sugimoto eingewechselt.